# Tauro
Il Tauro (in turco Toros Dağları) è una catena montuosa della Turchia meridionale, che si trova fra gli altopiani dell'Anatolia e la costa turca del Mediterraneo.
La catena è costituita da tre settori:
- Tauro Occidentale: si sviluppa in un arco che parte dalla penisola di Teke (tra il Golfo di Fethiye e il Golfo di Adalia) ed arriva a nord della città di Antalia. La vetta più alta è il monte Bey Dağları con un'elevazione di 3 086  m. Il territorio corrisponde all'antica Licia e pertanto è anche chiamato Tauro di Licia.
- Tauro Centrale: costituisce la prosecuzione verso est del Tauro occidentale. Corre parallelo al Mediterraneo dal golfo di Antalia ad Adana. È detto anche Tauro di Panfilia o di Cilicia. Nella parte orientale del Tauro centrale si trovano le due aree più elevate della catena del Tauro, dette Bolkar Daglari (vetta più alta il Medetsiz Tepe con 3.585 m) e Ala Daglari dove si trova la vetta più alta di tutto il Tauro, il Demirkazık con 3.734 m, separati dal valico detto delle Porte della Cilicia, posto a nord di Tarso.
- Tauro Orientale: (detto anche Anti-Tauro), a est del Tauro Centrale è costituito da due catene parallele, il Tauro Orientale Interno e il Tauro Orientale Esterno, separate dalla valle del fiume Göksu. Il Tauro orientale esterno va dal Golfo di Alessandretta sin alle propaggini del Lago di Van. Alcune zone giungono sul mare, determinando il profilo roccioso e a precipizio sulla costa. Il Tigri ha inizio nella zona fra le due catene a nord di Erzurum.

Nella zona del Tauro Centrale e Occidentale sono presenti molti laghi ad un'altitudine di circa 1000 m. Fra questi i più grandi sono il lago di Beyşehir, il lago di Eğirdir, e il lago di Burdur.
La zona del Tauro è ricoperta da fitti boschi di pino, cedro, quercia e ginepro che ricoprono i pendii fino a 2500 m; un'importante sottospecie endemica di abete, sulla quale è in corso una discussione tassonomica, (Abies cilicica isaurica) è nativa del Tauro orientale. La zona è ricca di giacimenti minerari di cromo, ferro, rame, piombo e zolfo. Nell'area sono praticati la coltivazione dei cereali e l'allevamento da parte di popolazioni nomadi.